# 真人
真人（まひと）は、天皇から氏族に対して授けられた姓（カバネ）の一つ。天武天皇13年（684年）に制定された八色の姓で最高位に位置づけられた。

## 概要
朝臣・宿禰などとともに八色の姓で新たに作られた姓である。『日本書紀』の天武天皇13年10月条に、「守山公・路公（みちのきみ）・高橋公・三国公・当麻公・茨城公（うまらきのきみ）・丹比公（たぢひのきみ）・猪名公（ゐなのきみ）・坂田公・羽田公・息長公（おきながのきみ） ・酒人公（さかひとのきみ）・山道公、十三氏に、姓を賜ひて真人と曰ふ」とある。これら公（きみ）姓氏族はおよそ応神・継体天皇 ～ 用明天皇の皇子の子孫である。それ以降、天武天皇までの天皇・皇子の子孫についても、奈良時代にたびたび賜姓が行われ、『新撰姓氏録』の載せる真人姓は48氏に上った（それ以外に国史にのみ記載があるものがある）。
真人賜姓は天武天皇が構想する皇親政治の一翼を担うものであった。対象となったのは、（不確かな伝承ではなく）確かな事実で過去の天皇の子孫であった氏族である。彼らはもとからの勢力は強くなく、天武天皇によって取り立てられて重要な地位についた。氏を持たず王を名乗るが、代を隔てて皇位継承の圏外にあるような皇族と、真人はしばしば同列におかれた。天武天皇の治世を通じ、真人の氏は、朝臣・宿禰の諸氏より冠位が高かった。
しかし、天皇が持統天皇に代わると早くも真人の相対的な地位低下がはじまった。朝臣姓の藤原氏・橘氏が台頭する一方で、真人姓の氏族は振るわなかった。最初に真人姓を受けた氏族のうち議政官を輩出したのは多治比氏のみであり、その他も文室氏や氷上真人塩焼や高階真人成忠、清原真人夏野、清原真人長谷などわずかな例しかなかった。また光仁天皇以降の天皇の子孫が臣籍降下した際には、延暦6年（787年）に光仁天皇皇子の諸勝が広根朝臣姓、桓武天皇の皇子岡成が長岡朝臣姓を賜ったように、新たな真人姓氏族とされることはなかった。また高階氏・清原氏のように真人姓の氏族が朝臣姓を賜ることで、真人姓の氏族は更に減少していった。
出自・使用の両方で特異なのが、明経道を家学とした広澄流清原氏である（天武系の清原氏とは同名別氏族）。『新撰姓氏録』では、海氏（あまうじ）は、海神ワタツミを祖とする神別氏族とされる。それにも関わらず、海広澄は、清原真人の氏姓を下賜されて清原広澄となった。太田亮の主張によれば、これは、海氏（凡海氏）の凡海麁鎌が天武天皇の養育者であった縁でもって、海氏は天武後裔であると仮冒（）したのではないかという。清原氏系図の一本によれば、広澄流清原氏は室町時代の15世紀まで真人の姓を使い続け、清原業忠の代で初めて朝臣に改姓したという。また平安時代後期に奥羽で勢力を誇った出羽清原氏も真人姓清原氏を称していた。
明治時代に公家や大名の子孫で華族に列せられた家はほとんど朝臣姓の家系であり、真人姓を称していたのは多治比氏の後裔を称していた丹党出身の大名華族のみであった。

## 道教との関わり
天皇の称号が道教の天皇大帝に由来するという説とともに、この「真人」も道教由来のものとする説がある。老荘思想・道教において人間の理想像とされる存在や仙人の別称として用いられる言葉である。また秦の始皇帝が朕に代わる一人称として、真理を悟ったとして「真人」を使用している。八色の姓のなかでは道師も道教の神学用語と重なっている。また天武天皇の諡（おくりな）の「瀛真人」（おきのまひと）は道教の神学では「瀛州」という海中の神山に住む仙人の高級者を意味する。

## 主な真人姓氏族
- 応神天皇系 - 息長真人・坂田真人・山道真人
- 継体天皇系 - 三国真人・酒人真人
- 宣化天皇系 - 多治比真人・為名真人
- 敏達天皇系 - 大原真人・吉野真人・海上真人・甘南備真人・路真人・大宅真人
- 用明天皇系 - 当麻真人・登美真人・蜷淵真人
- 舒明天皇系 - 三嶋真人
- 天智天皇系 - 淡海真人・河合真人
- 天武天皇系 - 高階真人・豊野真人・文室真人・清原真人・御長真人・中原真人[注釈 1]・氷上真人
- 神別系 - 清原真人（海広澄（清原広澄）流、天武天皇系を仮冒（）？）